# Joeri Matijasevitsj

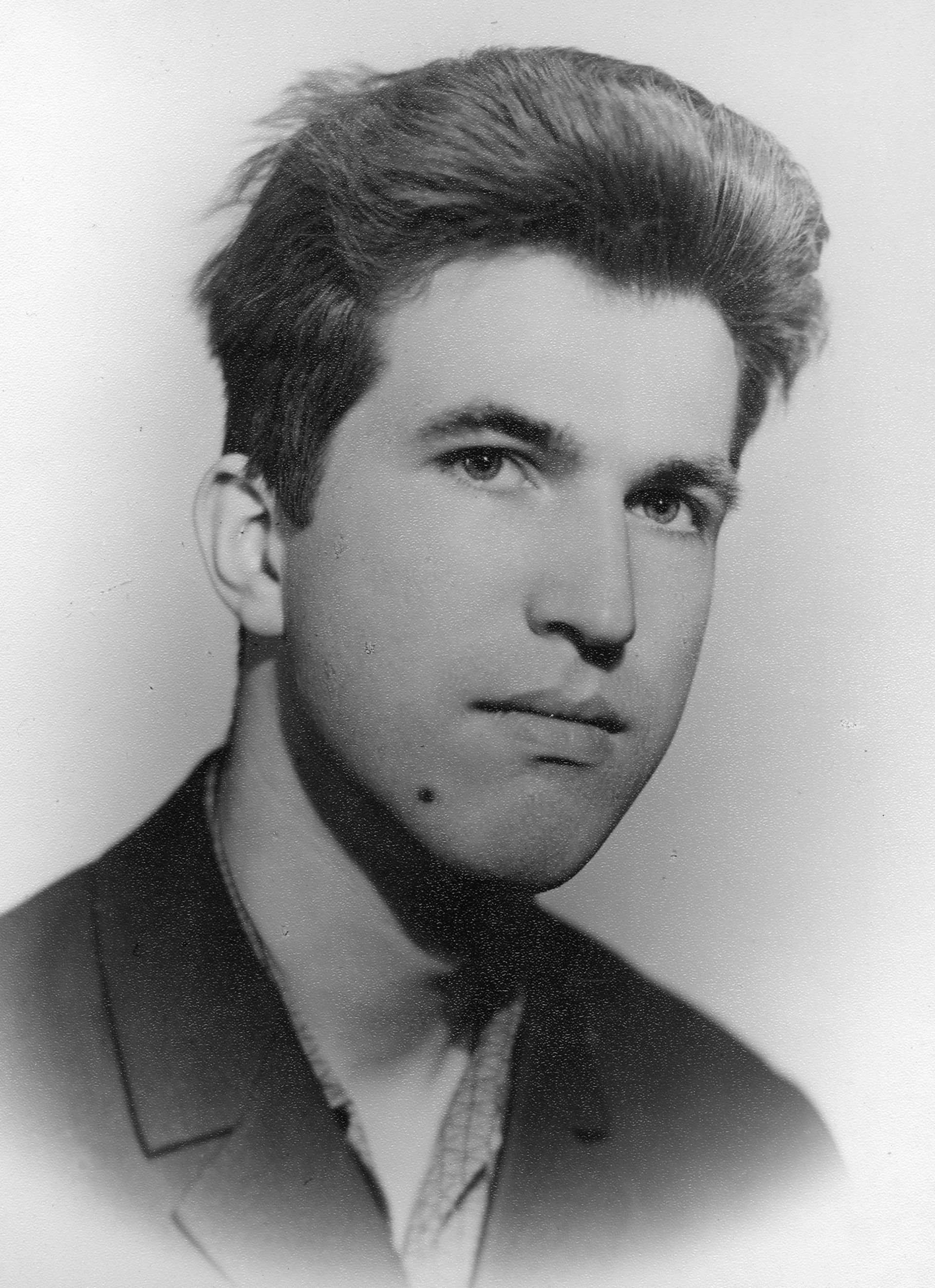
Joeri Matijasevitsj

Joeri Matijasevitsj (Russisch: Юрий Владимирович Матиясевич, Joeri Vladimirovitsj Matijasevitsj, Leningrad, 2 maart 1947) is een Russische wiskundige. Hij verkreeg grote bekendheid door in 1969 op 22-jarige leeftijd in zijn proefschrift een negatief antwoord te vinden voor het tiende probleem van David Hilbert. 